# Mandato imperativo
El mandato imperativo es el poder delegado a una organización o a un individuo (o eventualmente a varios), elegido con vistas a desarrollar una acción definida en el tiempo y en la sustancia, según modalidades y orientaciones precisas a las que no tiene potestad, excepto en casos de estado de necesidad, para sustraerse o modificar. Este concepto se opone al de mandato representativo.

## Definición
El «mandato imperativo» es un principio político, ligado a un modo de funcionamiento a nivel organizacional (con un determinado método electivo-decisorio), que parte de las necesidades definidas por un organismo o un grupo, para acto seguido delegar, si fuera necesario, a uno o a varios individuos llamados mandatarios (externos o internos al grupo), para el cumplimiento de una acción definida en el tiempo y en la sustancia. El control que se pueda realizar sobre el efectivo cumplimiento del mandato y/o sus eventuales apartamientos por parte de los mandatarios, dependerá de cada caso. El propio mandato puede describir explícitamente este control, o quedar basado en un informe elaborado por el o los mandatarios (delegados), con el fin de que los mandantes puedan hacer una evaluación.
En política, el mandato imperativo designa un modo de representación en el que los funcionarios electos tienen la obligación de respetar las directivas de sus votantes sobre la base de la cual fueron designados, bajo pena de revocación.

## Fundamentos teóricos
La representatividad parlamentaria se divide entre la mera libertad moral del mandato representativo y la responsabilidad y lealtad del mandato imperativo.
Para aquellos que apoyan la necesidad de un mandato imperativo, a cambio de legislaturas a largo plazo, los representantes electos deben tener obligaciones legales de lealtad al programa electoral con el que los ciudadanos los eligieron. El mandato imperativo sería la solución al uso reducido de los procesos electorales y, en esta línea, se podría incluso revocar el mandato del Representante antes de las próximas elecciones, la llamada "descarga blanca" u otro documento jurídicamente vinculante.
Los Representantes bajo Mandato Imperativo, están presentes periódicamente en su circunscripción electoral para recibir a sus ciudadanos representados, con el fin de exponer las quejas e intereses de su circunscripción en el Parlamento (por ejemplo los cuadernos de quejas franceses), con un rol de mediación entre los ciudadanos de la circunscripción y el Parlamento, a fin del correcto funcionamiento y de compensar parcialmente una limitación de la democracia representativa, que es la exclusión de los ciudadanos de la acción directa en la vida política.
Por contrario, la elección hecha por las Constituciones modernas desde la revolución francesa es la de la prohibición del mandato imperativo con la implantación del mandato representativo: la indicación electoral se basa únicamente en un mero pacto de confianza y una mera obligación moral entre los representantes elegidos y los electores mandantes. La posibilidad de que el electorado "castigue" la deslealtad, con una opción diferente en elecciones posteriores, no parece ser efectiva cuando la representación política se expresa a través del sistema electoral proporcional, debido a la carencia de circunscripciones o el gran tamaño de las mismas, lo que hace que sea una práctica generalizada prometer en campaña electoral de una manera y actuar diferente después de esta; bajo el chantaje del "voto útil", ese sistema electoral, debido a que se vota a listas de partidos y no a personas directamente, aumenta el riesgo de que los votantes no puedan sancionar el transformismo individual en las elecciones posteriores. Cuando el parlamentario elegido tiene plena libertad moral, por lo tanto, autonomía absoluta, y ninguna obligación legal con el electorado, la falta de lealtad al programa electoral no es un crimen y la cuestión moral de la política se ubica en términos más débiles.
Jean-Jacques Rousseau, en su trabajo El contrato social, se muestra crítico de la democracia representativa, argumentando en favor de la democracia directa y utilizando el mandato imperativo.

«La souveraineté ne peut être représentée par la même raison qu’elle ne peut être aliénée ; elle consiste essentiellement dans la volonté générale, et la volonté ne se représente point. [...] Les députés du peuple ne sont donc ni ne peuvent être ses représentants, ils ne sont que ses commissaires ; ils ne peuvent rien conclure définitivement. »
Traducción al español: « La Soberanía no puede ser representada por la misma razón que no puede ser enajenada. Ella no consiste más que en la voluntad general, y la voluntad jamás puede ser representada, porque o ella es la misma, o si no es otra, y en esto no hay medio. Los Diputados del Pueblo no son ni pueden ser Representantes, no son más que Comisarios que nada pueden concluir definitivamente.»

Para Rousseau, la «soberanía popular» implica una concentración de poderes en manos del pueblo, la toma de decisiones a través de la democracia directa, y la elección de «simples oficiales (comisarios) ejerciendo el poder en nombre del pueblo».

### El mandato imperativo y la noción de soberanía popular definida por Rousseau
El mandato imperativo está ligado a la noción de soberanía popular definida por Jean-Jacques Rousseau. La soberanía popular se opone a la soberanía nacional. En un régimen político que ha elegido la soberanía nacional...:

«...les élus représentent l'ensemble de la nation. À l'inverse dans le cas d'une souveraineté populaire, les élus détiennent un mandat impératif et ils ne représentent que les électeurs qui les ont élus. La plupart des régimes politiques actuels confèrent à leurs élus la souveraineté nationale, et rejettent donc le mandat impératif.
Traducción al español: «... los elegidos representan al conjunto de la nación. Al contrario que en el caso de la soberanía popular, los elegidos detentan un mandato imperativo y no representan otra cosa que a los electores que les han elegido. La mayor parte de los regímenes políticos actuales confieren a sus electos la soberanía nacional, y rechazan por tanto el mandato imperativo. »

## La importancia del mandato imperativo para los anarquistas
En la teoría anarquista
El uso por parte de los anarquistas de la expresión "mandato imperativo", es relativamente tardía (siglo XX). Las primeras evocaciones al mandato del mandatario, parecen relacionarse a las nociones de control y de revocabilidad del mandatario por parte de los mandantes, en los casos en los que se cuestione o se planteen dudas sobre si el mandatario respetó o no su mandato.